# Anthoxanthum sikkimense
Anthoxanthum sikkimense är en gräsart som först beskrevs av Carl Maximowicz, och fick sitt nu gällande namn av Jisaburo Ohwi. Anthoxanthum sikkimense ingår i släktet vårbroddssläktet, och familjen gräs.
Artens utbredningsområde är Sikkim. Inga underarter finns listade i Catalogue of Life.